# Полтавский, Евгений Николаевич
Евгений Николаевич Полтавский (1923—2002) — советский военный. Участник Великой Отечественной войны. Герой Советского Союза (1944). Полковник.

## Биография
Родился 28 июля 1923 года в уездном городе Владивостоке Приморской губернии Дальневосточной области РСФСР (ныне город, административный центр Приморского края Российской Федерации) в семье служащего. Русский. В 1924 году семья Полтавских переехала в Хабаровск. Здесь Евгений Николаевич закончил 10 классов Хабаровской средней железнодорожной школы № 5.
В ряды Рабоче-крестьянской Красной Армии был призван Хабаровским городским военкоматом в марте 1942 года и направлен в Хабаровское пулемётно-минометное училище. В боях с немецко-фашистскими захватчиками младший лейтенант с августа 1943 года в должности командира стрелкового взвода 465-го стрелкового полка 167-й стрелковой дивизии 38-й армии Воронежского фронта. Участвовал в Белгородско-Харьковской и Сумско-Прилукской операциях, форсировал Днепр, сражался на Лютежском плацдарме. Особо отличился в ходе Киевской наступательной операции.
3 ноября 1943 года подразделения 38-й армии 1-го Украинского фронта перешли в наступление на Киев с Лютежского плацдарма. 167-я стрелковая дивизия наступала в направлении Святошино. При прорыве обороны противника у посёлка Пуща-Водица заменил выбывшего из строя командира роты, после чего ворвался в посёлок и перерезал важный узел автомобильных дорог, лишив немцев возможности перебрасывать резервы к Киеву. 
Представлен к награждению званием Героя Советского Союза за отличие в Киевской наступательной операции. Указом Президиума Верховного Совета СССР «О присвоении звания Героя Советского Союза генералам, офицерскому, сержантскому и рядовому составу Красной Армии» от 10 января 1944 года за «образцовое выполнение боевых заданий командования на фронте борьбы с немецко-фашистскими захватчиками и проявленные при этом отвагу и геройство» с вручением ордена Ленина и медали «Золотая Звезда» (№ 2441).
В дальнейшем Евгений Николаевич участвовал в Киевской оборонительной операции и освобождении Правобережной Украины (Житомирско-Бердичевская, Корсунь-Шевченковская и Проскуровско-Черновицкая операции). К лету 1944 года он прошёл путь от младшего лейтенанта до старшего лейтенанта и был назначен на должность адъютанта старшего 3-го стрелкового батальона. В ходе Львовско-Сандомирской и Восточно-Карпатской операций в августе-сентябре 1944 года старший лейтенант Полтавский, непосредственно находясь в составе передовых рот, непрерывно организовывал разведку и предоставлял командованию ценные сведения. В бою за населённый пункт Глинна 19 июля 1944 года благодаря его инициативе и умелой организации 3-й стрелковый батальон 465-го стрелкового полка без потерь форсировал реку Стрыпа, после чего совместно с другими батальонами полка освободил населённый пункт. 26 июля 1944 года в бою за населённый пункт Конюшки Евгений Николаевич лично руководил отражением нескольких контратак противника. Когда 14 сентября 1944 года в Карпатах батальон попал в окружение, в критический момент боя поднял бойцов в атаку. В бою было уничтожено до взвода вражеской пехоты и ещё до роты немцев было рассеяно, после чего батальон вышел из окружения и соединился с основными силами полка.
В последние месяцы войны его отозвали с фронта и направили на курсы усовершенствования офицерского состава, которые он окончил уже после победы. После войны Евгений Николаевич продолжил службу в вооружённых силах СССР. Служил в частях Дальневосточного и Киевского военных округов. 
В 1974 году вышел в отставку в звании полковника. Жил в городе-герое Киеве. Скончался 24 октября 2002 года. Похоронен на Берковецком кладбище в Киеве.

## Награды
- Медаль «Золотая Звезда» (10.01.1944);
- орден Ленина (10.01.1944);
- орден Отечественной войны 1 степени (1985);
- орден Отечественной войны 2 степени (22.10.1944);
- медали.

## Память
- Мемориальная доска в честь Героя Советского Союза Е. Н. Полтавского установлена на здании МБОУ средняя общеобразовательная школа № 15 имени Пяти Героев Советского Союза в Хабаровске.

## Документы
- Общедоступный электронный банк документов «Подвиг Народа в Великой Отечественной войне 1941—1945 гг.» Дата обращения: 23 июля 2012. Архивировано из оригинала 13 марта 2012 года.

Указ Президиума Верховного Совета СССР. Дата обращения: 23 июля 2012. Архивировано 29 сентября 2012 года.
Орден Отечественной войны 2-й степени. Дата обращения: 23 июля 2012. Архивировано 29 сентября 2012 года.